# Fuck Off Get Free We Pour Light on Everything
Fuck Off Get Free We Pour Light on Everything es el séptimo álbum de la banda canadiense de post-rock Thee Silver Mt. Zion Memorial Orchestra. Fue grabado durante 2013 en Hotel2Tango y lanzado por Constellation Records el 20 de enero de 2014.

## Lista de canciones
1. "Fuck Off Get Free (For the Island of Montreal)" — 10:22
2. "Austerity Blues" — 14:17
3. "Take Away These Early Grave Blues" — 6:47
4. "Little Ones Run" — 2:29
5. "What We Loved Was Not Enough" — 11:22
6. "Rains Thru the Roof at Thee Grande Ballroom (For Capital Steez)" — 3:57

## Intérpretes
- Thierry Amar: contrabajo, bajo eléctrico, plucked piano, voces.
- Efrim Menuck: guitarra eléctrica, guitarra acústica, mellotron, voces.
- Jessica Moss: violín, plucked piano, voces.
- Sophie Trudeau: violín, plucked piano, voces.
- David Payant: batería, órgano, voces.